# ميلاني روش
ميلاني روش (بالإنجليزية: Melanie Roche)‏ هي لاعبة كرة لينة أسترالية، ولدت في 9 نوفمبر 1970 في بانكستاون في أستراليا.

## وصلات خارجية
- ميلاني روش على موقع أوليمبيديا (الإنجليزية)
- ميلاني روش على موقع اللجنة الأولمبية الأسترالية (الإنجليزية)